# Michael Jeter
Michael Jeter, född 26 augusti 1952 i Lawrenceburg i Tennessee, död 30 mars 2003 i Los Angeles i Kalifornien, var en amerikansk skådespelare. Han medverkade i ett flertal filmer, bland andra Fisher King (1991), Waterworld (1995), Fear and Loathing in Las Vegas (1998), Jakob the Liar (1999) och Den gröna milen (1999).
Michael Jeter var öppet homosexuell. Han träffade sin partner, Sean Blue, 1995. De var ett par fram till Jeters död 2003. Micheal Jeter dog den 30 mars 2003 i sviterna av HIV och vad som antogs vara ett epileptiskt anfall.

## Filmografi i urval
- 1979 – Hair
- 1981 – Ragtime
- 1983 – Zelig
- 1986 – Hem dyra hem
- 1989 – Tango & Cash
- 1990 – Miller's Crossing
- 1990–1994 – Evening Shade (TV-serie) (98 avsnitt)
- 1991 – Fisher King
- 1993 – Gypsy (TV-film)
- 1993 – En värsting till syster 2
- 1994 – Drop Zone
- 1995 – Waterworld
- 1996 - The Boys Next Door (TV-film)
- 1997 – Air Bud - vilken lirare!
- 1997 – Mus i sitt eget hus
- 1998 – Fear and Loathing in Las Vegas
- 1998 – Patch Adams
- 1998 – Thursday
- 1999 – Den gröna milen
- 1999 – Ögonblicket före tystnaden
- 1999 – Jakob the Liar
- 2000 – The Gift
- 2000–2001 – Sesame Street (TV-serie) (fem avsnitt)
- 2001 – Jurassic Park III
- 2002 – Welcome to Collinwood
- 2003 – Open Range
- 2004 – Polarexpressen